# Gerda Fassel
Gerda Fassel   (Viena, 14 d'agost de 1941 - Viena, 6 de maig de 2025) va ser una artista austríaca.
En una època en què l'art realista es considerava passat de moda, Fassel es va embarcar en una «incansable recerca de la forma» i la va trobar en la figura femenina. Els seus personatges femenins reclamen espai mitjançant la seva presència física. Amb Gwen  (Queren Kong) (1978), Titti de La Mancha (1979) o Katharina von Österreich (Caterina d'Àustria, 1980), Fassel ofereix una alternativa a la imatge existent de les dones a la societat. L'artista va trobar el camí a les seves escultures a través dels seus dibuixos, en els quals la figura femenina va més enllà dels límits del full de treball. El 1998 va ser la primera dona a convertir-se en professora d'escultura de la Universitat d'Arts Aplicades de Viena. Va ser sòcia fundadora del cercle artístic de Viena Kunstvereins Figur, constituït l'any 1991.